# Рибна (Опольське воєводство)
Рибна (пол. Rybna, нім. Riebnig) — село в Польщі, у гміні Попелюв Опольського повіту Опольського воєводства.
Населення — 267 осіб (2011).
У 1975-1998 роках село належало до Опольського воєводства.

## Демографія
Демографічна структура станом на 31 березня 2011 року:
|          | Загалом | Допрацездатний вік | Працездатний вік | Постпрацездатний вік |
| -------- | ------- | ------------------ | ---------------- | -------------------- |
| Чоловіки | 129     | 24                 | 95               | 10                   |
| Жінки    | 138     | 27                 | 77               | 34                   |
| Разом    | 267     | 51                 | 172              | 44                   |